# Альмейда, Жозе Симойнш де
Жозе Симойнш де Альмейда (порт. José Simões de Almeida; 24 апреля 1844, Фигейро-душ-Виньюш, Королевство Португалия — 13 декабря 1926) — португальский скульптор, педагог.

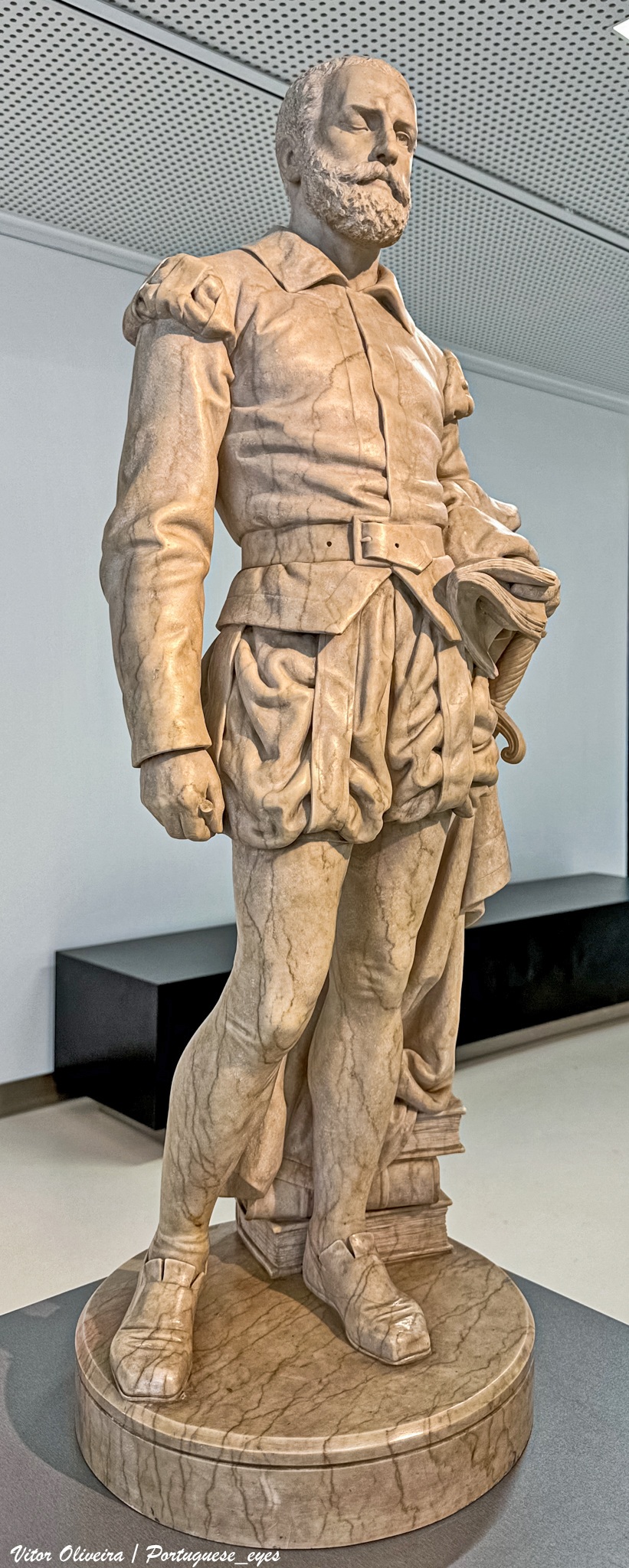
Статуя поэта Луиша де Камоэнса

## Биография
Его отец и дед были мастерами-плавильщиками. C 1855 года начал работать подмастерьем в чугунолитейной мастерской своего отца. С самого раннего возраста начал постигать секреты литейной техники, формовки и художественной практики.
С 12-тилетнего возраста до 1865 г. учился в Лиссабонской высшей школе изящных искусств.
За достигнутые успехи, позволившие ему получить стипендию от правительства, отправился совершенствовать своё мастерство в Италию. Воспользовавшись пребыванием во Франции, поступил в парижскую Императорскую школу изящных искусств, где до 1870 года учился под руководством скульптора Франсуа Жоффруа.
В 1868 и 1869 годах с успехом выставлялся, получив пять серебряных медалей, почётную грамоту и денежную премию в 200 франков.
Затем отправился в Рим, где жил и творил в 1870—1872 годах. Среди его учителей был Джулио Монтеверде.
Вернувшись на родину, был назначен преподавателем рисования, затем скульптуры в Школе изящных искусств, где проработал три года. Вся его обширная работа отличается безупречной строгостью и чистым академизмом, который он исповедовал.

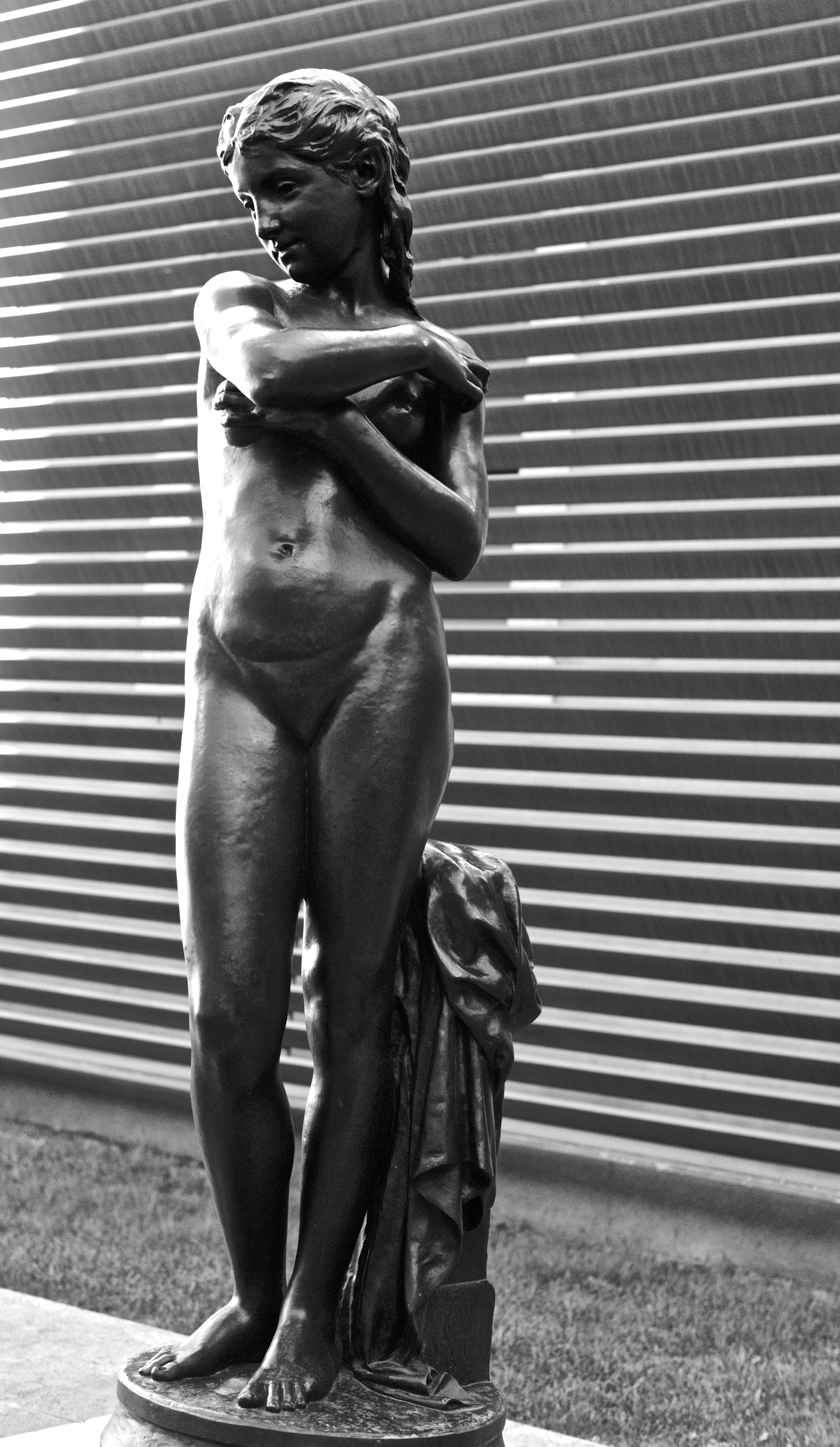
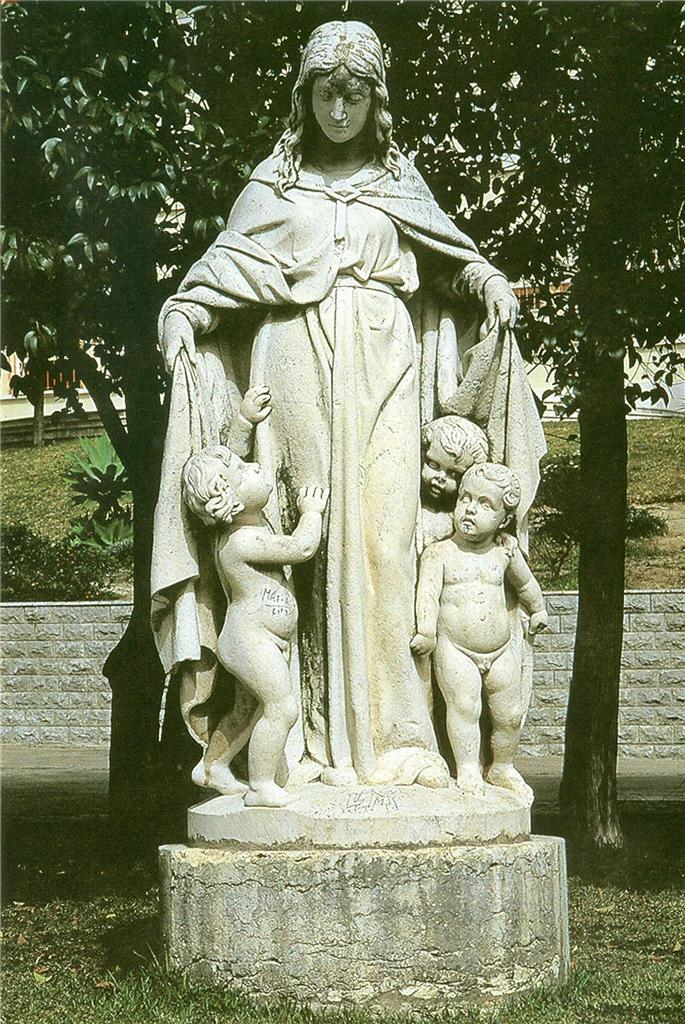
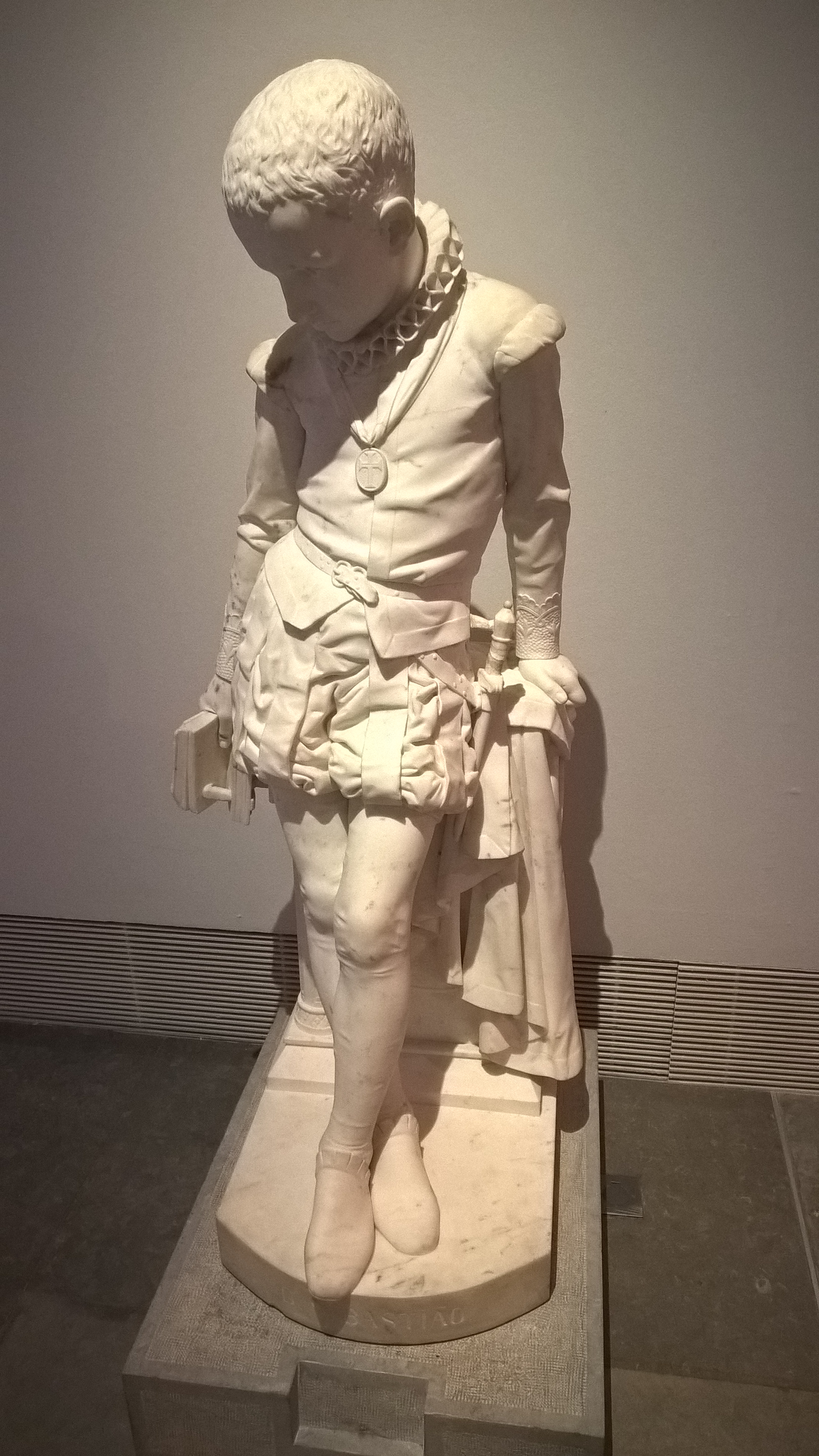
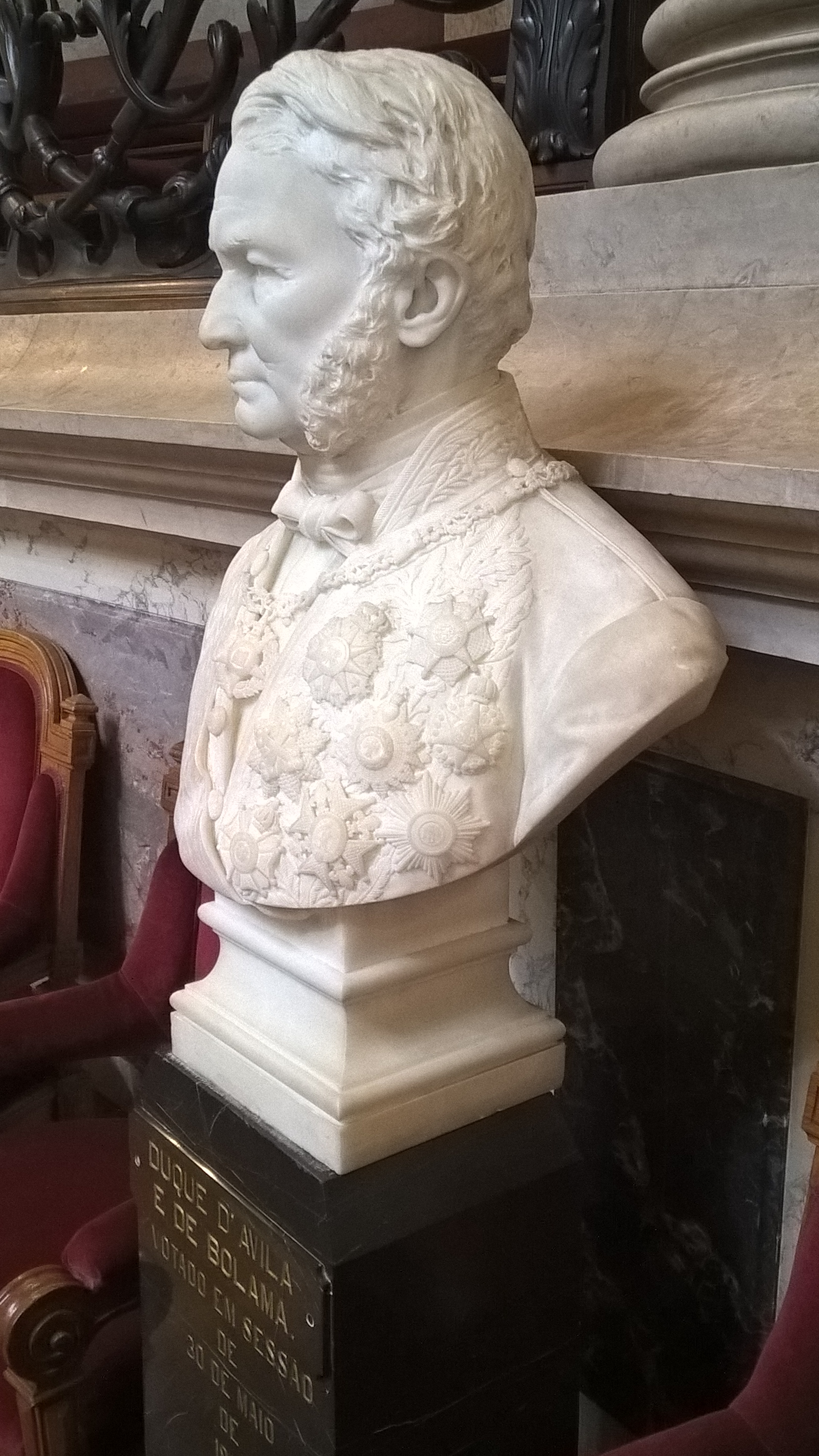